# 螳螂捕蝉
螳螂捕蝉是中国大陆上海美术电影制片厂于1988年制作的一部水墨动画片，该动画片根据中国古代寓言“螳螂捕蝉黄雀在后”的故事拍摄而成。几乎没有改编，而是对寓言故事的影像再现。在仅五分钟的简短的水墨动画中，「螳螂捕蝉」的寓意已经清晰地呈现出来。该片曾于1988年获上海国际动画电影节F组二等奖。

## 剧情简介
影片描述在一个炎炎夏日，大地生机勃勃。一只蝉在树枝头鸣叫。螳螂悄悄地朝蝉的方向爬去，蝉已察觉,但镇定自若。当螳螂在背后举刀欲斩时，蝉振翅飞去。又一日，蝉又在树枝头鸣叫。这次螳螂把自己藏在树叶里，慢慢地朝蝉爬动。螳螂驮叶伏行，接近蝉，这次蝉毫不察觉，螳螂迅速举刀向蝉猛砍，蝉被击中，吱吱直叫。正当螳螂在为自己的胜利高兴时，早已在一旁观察已久的黄雀突然趁火打劫向螳螂猛扑而来。"螳螂”举刀迎战黄雀，正在黄雀、螳螂、和蝉、纠缠不休时，吵闹声惊动了树洞里的黄鼠狼。黄鼠狼从洞中突然钻出，又向黄雀、螳螂、和蝉扑去。

## 制作团队
- 摄影：柴莲芳
- 绘制：岳慧敏
- 录音：詹磊
- 剪辑：强小柏
- 效果：张元浩
- 作曲：张栋
- 指挥：陈传熙
- 制片：张荷芳
- 背景设计：倪绍勇、攸扬
- 动作设计：葛桂云、王荣珍